# Sigrid Kupetz
Sigrid Kupetz (* 26. April 1926 in Schneeberg als Sigrid Wagner; † 24. Januar 2017 in Hofgeismar) war eine deutsche Designerin und Hochschullehrerin.

## Leben
Sigrid Wagner, verh. Kupetz, wuchs in einer Familie auf, die lange in Schneeberg als Bergleute und Handwerker ansässig waren. Ihr Vater konnte als einer der ersten einen anderen Beruf ergreifen. Prägungen erhielt sie in ihrer Kindheit durch das Kennenlernen des erzgebirgischen Kunsthandwerks.
Aus ihrer Generation heraus gab es mehrere später künstlerisch Tätige, so der Bruder Johannes, bekannt als der Maler Hannes H. Wagner und der Cousin Jochen Seidel, ebenfalls Maler.
1946 studierte sie zuerst an der Kunsthochschule Berlin-Weißensee, wechselte 1947 an die West-Berliner Hochschule der Künste (heute UdK), um dort Malerei, Grafik, Textilgestaltung und Kunstpädagogik zu studieren. Zuerst absolvierte sie 1951 eine Kunsterzieherprüfung, 1953 ein Examen für Textiles Gestalten. Die Gründlichkeit ihrer Ausbildung kam ihr später in ihrer Tätigkeit als Designer sehr zugute. Sie arbeitete 3 Jahre als Kunsterzieherin in Berlin, bis sie 1956 freischaffend in Geislingen an der Steige als Designerin tätig wurde. Schon in den vorhergehenden Jahren war sie als Formgestalterin tätig. Inzwischen heiratete sie Günter Kupetz. Beide gehörten mit anderen Gestaltern zu den Pionieren der bundesdeutschen Formgestaltung und frühen Mitgliedern des Verbandes der Industrie-Designer.
Ab 1956 wurden beide an der WMF tätig. Dort gestaltete Sigrid Kupetz Metall- und Glasprodukte, entwarf Dekors und Muster. Ihre Glasvasen wurden auf der Weltausstellung in Brüssel gezeigt.
1961 wurde S. Kupetz fest an der WMF angestellt und war zuletzt Leiterin eines Entwurfsateliers. 1974/75 erhielt sie zunächst eine Gastprofessur an der GH Kassel und 1976 einen Ruf auf die Professur Grundlagen des Produkt-Designs der GH Kassel die sie bis 1991 ausfüllte. Zeitweilig übte sie die Funktion als Dekanin aus.
Nach ihrer Emeritierung als Professorin entstanden mehrere kulturhistorische Bücher, eine weitere Facette ihres umfangreichen Schaffens. Noch an der Hochschule bearbeitete sie mit ihren Studenten mehrere Projekte in dieser Thematik, so das Projekt zu Halle (Saale) 1990, um die Historie in der unsanierten Stadtstruktur zurückzuverfolgen. Die über 1000 Fotos zu diesem Projekt befinden sich heute im Stadtarchiv der Stadt Halle (Saale).

## Wirken
Von Sigrid Kupetz gibt es sehr viele Entwürfe für die WMF für Bestecke, Tischgeräte, Gläser. Damit war sie oft beteiligt an Ausstellungen wie z. B. zum Design des europäischen Bestecks.
In  der Deutschen Fotothek sind Arbeiten von ihr zu finden, dort werden die Produktfotografien der WMF aus dem Bestand der historischen Fotosammlung des Rates für Formgebung und des Deutschen Designmuseums digitalisiert aufgehoben.

## Ehrungen
Aufgrund ihrer Verdienste zur Forschung der hessischen Kulturgeschichte wurde sie als Ehrenmitglied in die „Hessische Akademie zur Forschung und Planung im ländlichen Raum – Vademecum“ aufgenommen.